# Lilium debile
Lilium debile là một loài thực vật có hoa trong họ Liliaceae. Loài này được Kittlitz miêu tả khoa học đầu tiên năm 1858.